# Ropalidia unicolor
Ropalidia unicolor är en getingart som först beskrevs av Smith 1859.  Ropalidia unicolor ingår i släktet Ropalidia och familjen getingar. Inga underarter finns listade i Catalogue of Life.